# Castillo del Mascarat
El castillo del Mascarat o Castell del Mascarat o Torre del Castellet se sitúa en el cerro Castellet del municipio de Calpe, en la provincia de Alicante (Comunidad Valenciana, España). Es Bien de Interés Cultural desde 1996.

## Descripción
Se trata de los restos de una torre vigía edificada a finales del siglo XVI para prevenir el ataque de los piratas berberiscos. Esta torre se levantó sobre el solar y con los materiales del antiguo Castillo de Calpe, construido entre los siglos XII y XIV del que todavía se observan los restos de la base de los lienzos de muralla y de los aljibes excavados en la roca.
Situado a una altitud de 256 m sobre el nivel del mar, controlaba la bahía de Calpe y el antiguo camino real que discurría por las gargantas del Mascarat. 
De esta edificación queda en pie la base de la torre, así como una de sus paredes de 4 metros de base por 4.5 m de altura en la que se observan aspilleras.

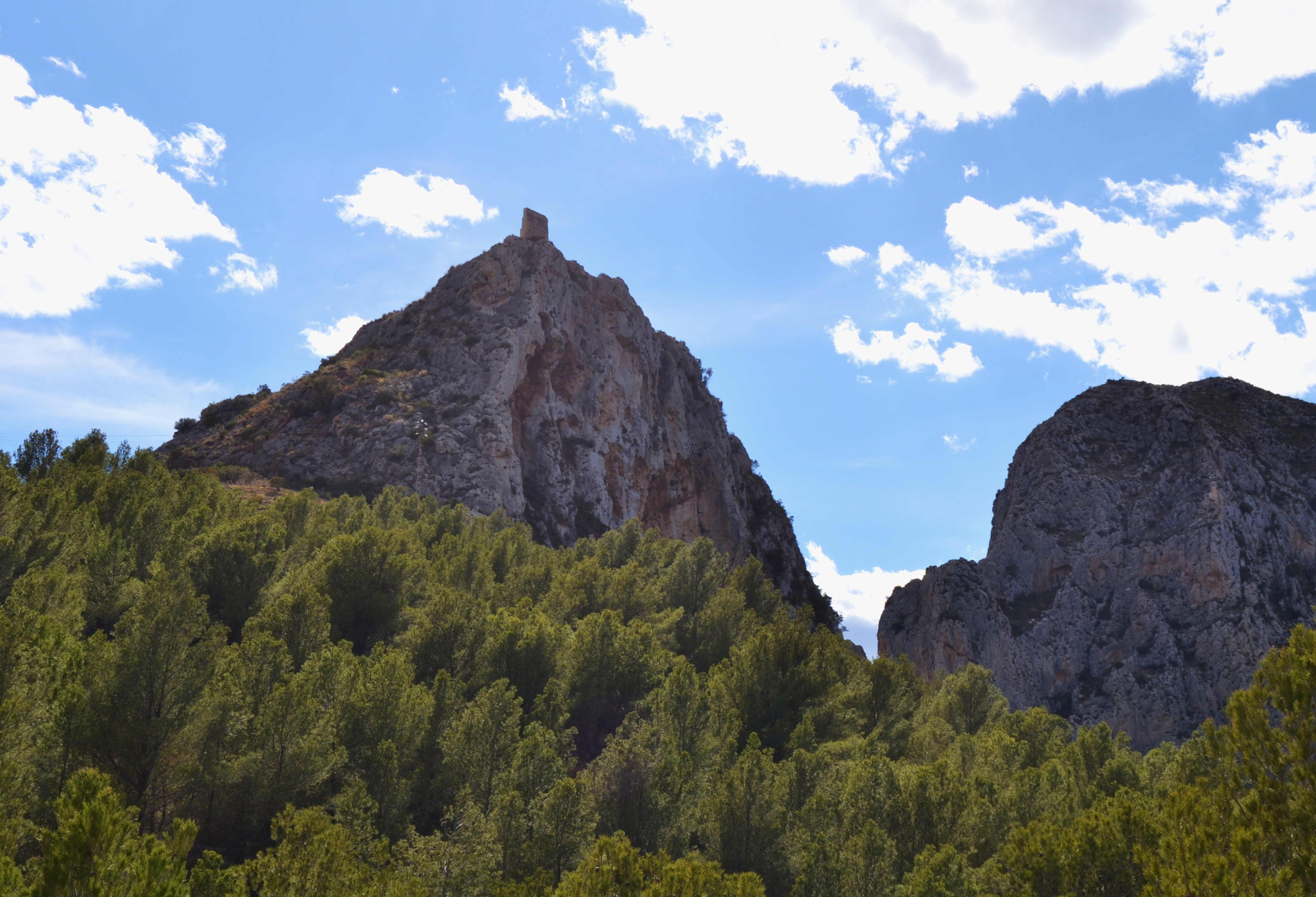
Vista desde la base del cerro.